# Parrocchie civili dell'Herefordshire
Lista delle parrocchie civili dell'Herefordshire, Inghilterra.

## A
- Abbey Dore
- Aconbury
- Acton Beauchamp
- Adforton
- Allensmore
- Almeley
- Ashperton
- Aston Ingham
- Avenbury
- Aylton
- Aymestrey

## B
- Bacton
- Ballingham
- Bartestree
- Belmont Rural
- Birley with Upper Hill
- Bishop's Frome
- Bishopstone
- Blakemere
- Bodenham
- Bolstone
- Bosbury
- Brampton Abbotts
- Brampton Bryan
- Bredenbury
- Bredwardine
- Breinton
- Bridge Sollers
- Bridstow
- Brilley
- Brimfield
- Brinsop and Wormsley
- Brobury with Monnington on Wye
- Brockhampton (Backbury)
- Brockhampton (Bringsty)
- Bromyard and Winslow
- Buckton and Coxall
- Burghill
- Burrington
- Byford
- Bytoń

## C
- Callow
- Canon Frome
- Canon Pyon
- Castle Frome
- Clehonger
- Clifford
- Coddington
- Collington
- Colwall
- Combe
- Cradley
- Craswall
- Credenhill
- Croft and Yarpole
- Cusop

## D
- Dewsall
- Dilwyn
- Dinedor
- Dinmore
- Docklow and Hampton Wafer
- Donnington
- Dormington
- Dorstone
- Downton
- Dulas

## E
- Eardisland
- Eardisley
- Eastnor
- Eaton Bishop
- Edvin Loach and Saltmarshe
- Edwyn Ralph
- Eggleton
- Elton
- Evesbatch
- Ewyas Harold
- Eye, Moreton and Ashton
- Eyton

## F
- Felton
- Ford and Stoke Prior
- Fownhope
- Foy

## G
- Ganarew
- Garway
- Goodrich
- Grafton
- Grendon Bishop

## H
- Hampton Bishop
- Hampton Charles
- Harewood
- Hatfield and Newhampton
- Haywood
- Hentland
- Hereford
- Holme Lacy
- Holmer & Shelwick
- Hope Mansell
- Hope under Dinmore
- How Caple
- Humber
- Huntington

## K
- Kenchester
- Kenderchurch
- Kentchurch
- Kilpeck
- Kimbolton
- Kings Caple
- King's Pyon
- Kingsland
- Kingstone
- Kington
- Kington Rural
- Kinnersley
- Kinsham
- Knill

## L
- Laysters
- Lea
- Ledbury
- Leinthall Starkes
- Leintwardine
- Leominster
- Letton
- Lingen
- Linton (Bringsty)
- Linton (Old Gore)
- Little Birch
- Little Cowarne
- Little Dewchurch
- Little Hereford
- Little Marcle
- Llancillo
- Llandinabo
- Llangarron
- Llanrothal
- Llanveynoe
- Llanwarne
- Longtown
- Lower Bullingham
- Lower Harpton
- Lucton
- Lugwardine
- Luston
- Lyonshall

## M
- Madley
- Mansell Gamage
- Mansell Lacy
- Marden
- Marstow
- Mathon
- Michaelchurch Escley
- Middleton on the Hill
- Moccas
- Monkland and Stretford
- Mordiford
- Moreton Jeffries
- Moreton on Lugg
- Much Birch
- Much Cowarne
- Much Dewchurch
- Much Marcle
- Munsley

## N
- Newton (Hampton Court)
- Newton (Merbach)
- Norton
- Norton Canon

## O
- Ocle Pychard
- Orcop
- Orleton

## P
- Pembridge
- Pencombe with Grendon Warren
- Pencoyd
- Peterchurch
- Peterstow
- Pipe and Lyde
- Pipe Aston
- Pixley
- Preston on Wye
- Preston Wynne
- Pudlestone
- Putley

## R
- Richards Castle (Hereford)
- Rodd, Nash and Little Brampton
- Ross Rural
- Ross-on-Wye
- Rowlstone

## S
- Sarnesfield
- Sellack
- Shobdon
- Sollers Hope
- St Devereux
- St Margarets
- St Weonards
- Stanford Bishop
- Stapleton
- Staunton on Arrow
- Staunton on Wye
- Stoke Edith
- Stoke Lacy
- Stretton Grandison
- Stretton Sugwas
- Sutton

## T
- Tarrington
- Tedstone Delamere
- Tedstone Wafer
- Thornbury
- Thruxton
- Titley
- Tretire with Michaelchurch
- Treville
- Turnastone
- Tyberton

## U
- Ullingswick
- Upper Sapey
- Upton Bishop

## V
- Vowchurch

## W
- Wacton
- Walford
- Walford, Letton and Newton
- Walterstone
- Wellington
- Wellington Heath
- Welsh Bicknor
- Welsh Newton
- Weobley
- Westhide
- Weston Beggard
- Weston under Penyard
- Whitbourne
- Whitchurch
- Whitney-on-Wye
- Wigmore
- Willersley and Winforton
- Willey
- Withington
- Wolferlow
- Woolhope
- Wormbridge

## Y
- Yarkhill
- Yatton
- Yazor

## Fonti
- Office for National Statistics (ONS) - Geographical Area Listings, su statistics.gov.uk. URL consultato il 15 settembre 2007 (archiviato dall'url originale il 5 febbraio 2005).